# Marietta Storm
I Marietta Storm sono stati una franchigia di pallacanestro della WBA, con sede a Marietta, in Georgia, attivi dal 2006 al 2011.
Nel 2006 raggiunsero i play-off, dove persero ai quarti di finale con gli Arkansas ArchAngels.
Dopo tre anni di assenza, rientrarono nella lega nel 2010, disputando altre due stagioni.

## Stagioni
| Stagione | Lega | Denominazione  | V  | P  | %    | Piazzamento | Play-off         |
| -------- | ---- | -------------- | -- | -- | ---- | ----------- | ---------------- |
| 2006     | WBA  | Marietta Storm | 10 | 10 | 50,0 | 3º          | Quarti di finale |
| 2010     | WBA  | Marietta Storm | 5  | 9  | 35,7 | 5º          | -                |
| 2011     | WBA  | Marietta Storm |    |    |      | 6º          | -                |